# المهامل
المهامل؛ وهي قرية من قرى محافظة بيشة التابعة إلى منطقة عسير في المملكة العربية السعودية.

## التسمية والموقع
المَهَامِل وهو لفظ جمع من كلمة مهمل وهي قرية صغيرة من قرى بادية آل الحارث وتقع غرب مركز الحازمي على بعد 12 كيلو متر وشرق مركز مهر على بعد حوالي 3.5 كيلو متر وتقع على الطريق الواضل بين الحازمي ومهر كما أنها تبعد عن قرية صور حوالي 2.5 كيلو متر، والقرية تقع على الضفاف الشمالية لوادي ترج المتجه من الغرب إلى الشرق، وتحيط بالقرية من الجهة الجنوبية الأشجار الكثيفة التي تفصل القرية عن الوادي، وتعتبر القرية كأغلب قرى بيشة المطلة على حوض وادي ترج و روافده منطقة زراعية نظراً لخصوبة الأرض ومن أهم زراعتها التمر والنخيل والعنب والفواكه المتنوعة مثل الجوافة والمانجو والرمان، وكذلك زراعة الحبوب والخضروات بأنواعها وتعتمد الزراعة فيها على المياه الجوفية، وتعتبر منطقة خصبة وتربتها من النوع الأصفر أو الطينية الخفيفة نتيجة لرواسب وادي ترج.
يوجد في القرية جمعية البر الخيرية التي تقدم خدماتها لكل من قريتي صور ومهر وفي القرية مسجد باسم القرية.